# Pizzo del Diavolo
Pizzo del Diavolo to szczyt w Alpach Bregamskich. Leży w północnych Włoszech, w Lombardii. Szczyt ten odgradza od siebie dwie doliny Valtellina i Valbrembana. Rzeka Brembo bierze tu swój początek.